# Рука та молоток

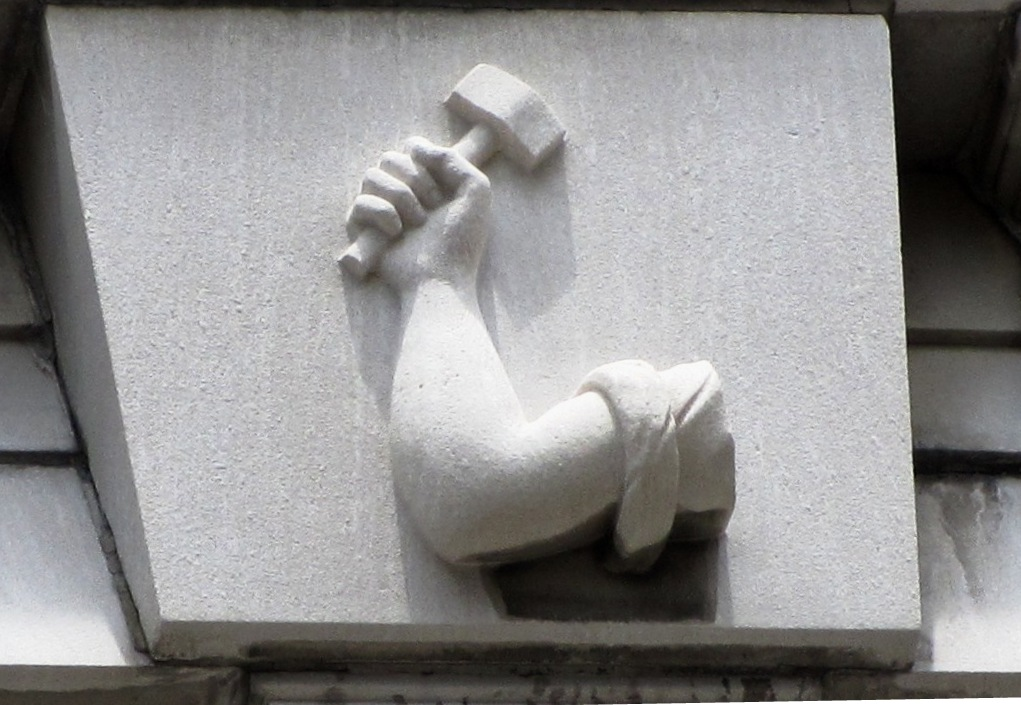
Символ руки та молота на будівлі Mechanics' Bank and Trust Company у Ноксвіллі, Теннессі.

Рука та молоток — символ, що складається з мускулистої руки, яка тримає молот. Використовуваний у давні часи як символ бога Вулкана, він став відомим як символ промисловості, наприклад, ковальства та золотобиття. Він використовувався як символ багатьма різними організаціями, включаючи банки, місцеві органи влади та соціалістичні політичні партії.
Він був використаний у геральдиці, з'явившись на гербі Бірмінгема та печатці Вісконсину.
Подібність до імені промисловця Арманда Хаммера не випадкова: його назвали на честь символу, оскільки його батько Джуліус Хаммер був прихильником соціалістичних ідей, зокрема Соціалістичної робітничої партії Америки з її логотипом у вигляді руки та молота.
Бренд Arm & Hammer є зареєстрованою торговою маркою Church & Dwight, американського виробника товарів для дому. За даними компанії, спочатку логотип представляв Vulcan. Арманд Хаммер зробив пропозицію придбати цю компанію під цим брендом, схожим на його ім'я, і хоча ця пропозиція була відхилена, він зрештою придбав достатньо акцій, щоб мати контрольний пакет акцій і увійти до ради директорів. Він залишався власником до своєї смерті в 1990 році.
Знак із зображенням руки й молота можна побачити на Манетт-стріт, Сохо, що символізує торгівлю золотом, що велася там у дев'ятнадцятому столітті. Його згадує Чарльз Діккенс у «Повісті про два міста». Станом на 2016 рік знак є копією, оригінал якого зберігається в Музеї Діккенса.
Одну з найдавніших візуалізацій руки та молота можна знайти в Соборі Светіцховелі. Його було завершено в 1029 році середньовічним грузинським архітектором Арсукідзе, хоча саме місце датується початком четвертого століття.

## Галерея

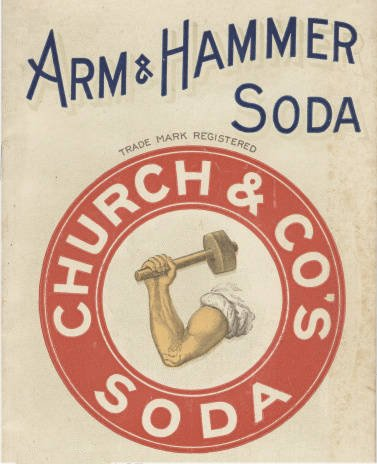
Лого Arm & Hammer
Герб штату Вісконсін
Герб Бірмінгема
Герб Луїджі Мальоне
Герб Вілльяди
Герб муніципалітету Ескільстуна
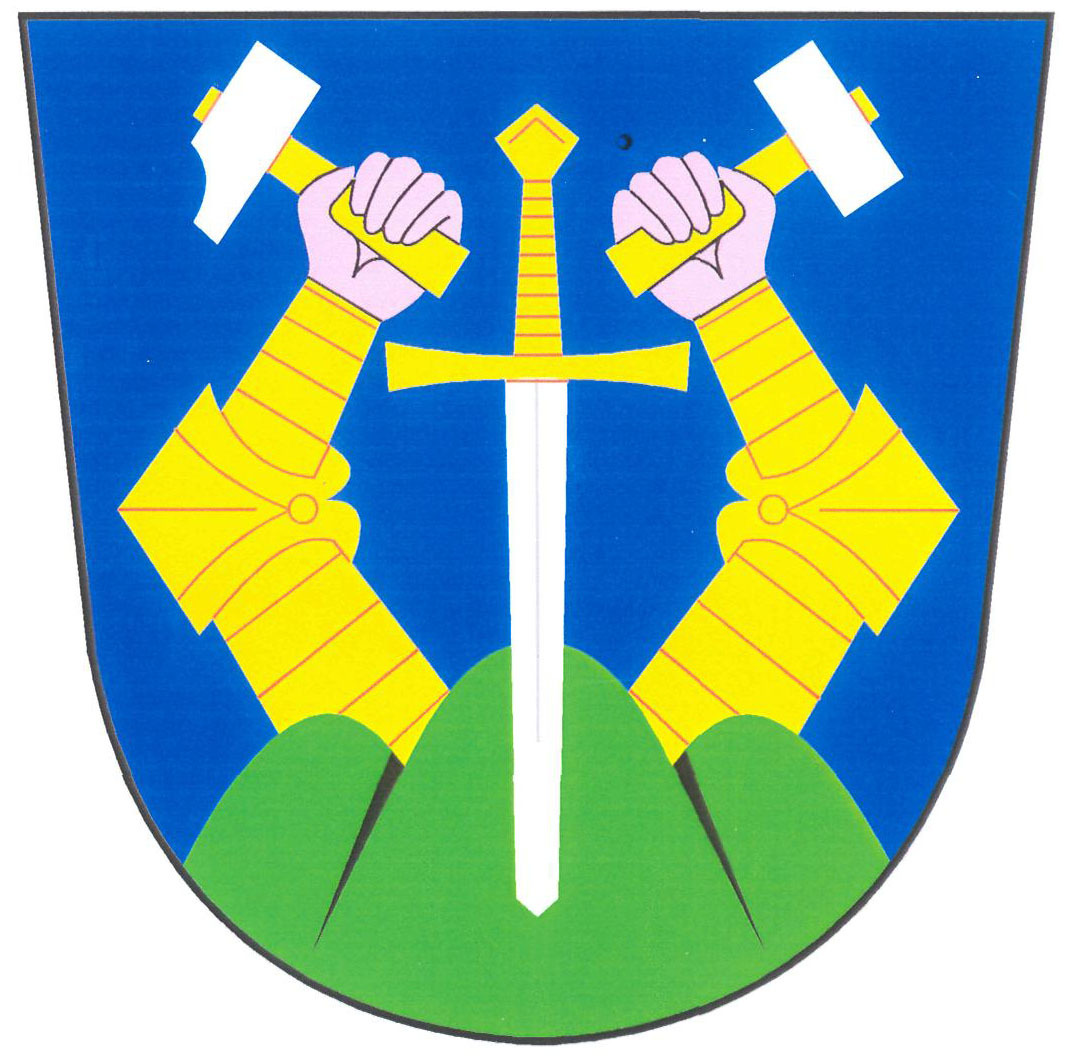
Герб Гори (Округ Карлові Вари)
Герб угорського роду Варалляй
Прапор Донецька
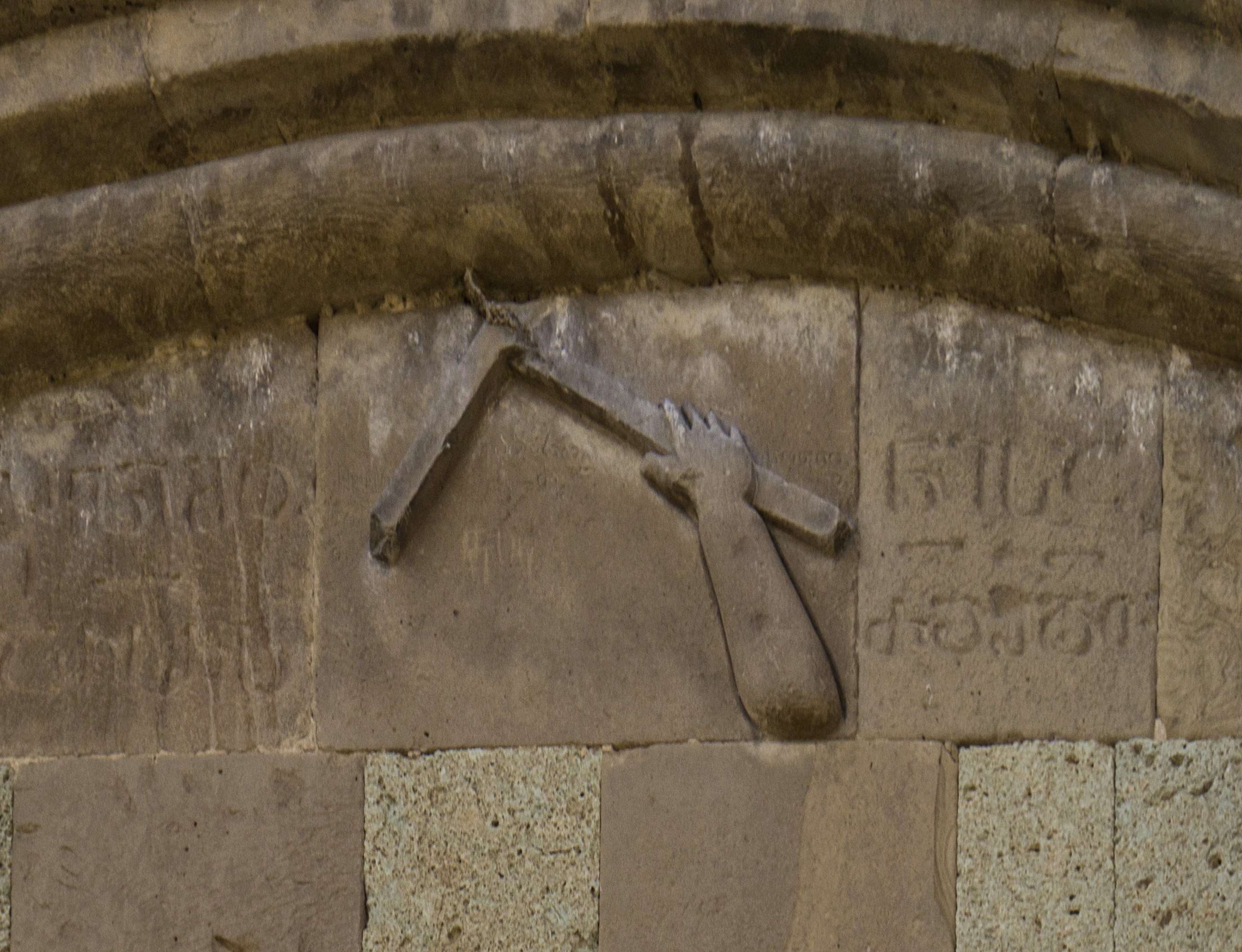
Собор Светіцховелі - рука архітектора